# 喬治·華盛頓·卡弗高中
喬治·華盛頓·卡弗高中 (George Washington Carver High School，簡稱卡弗高中，前稱鳳凰城聯合有色人種高中)，是一家已經永久關閉的公立高級中學。
卡弗高中是為了隔離鳳凰城聯合高中學區的非裔美國人學生而建的。校舍位於美國亞利桑那州鳳凰城。
卡弗高中的校舍是亞利桑那州唯一一間特別為非裔學生而興建的校舍。

## 歷史
卡弗高中於1926年9月13日開幕，並於翌日開學。
卡弗高中是鳳凰城唯一一間專為非裔學生而設的學校。當時，亞利桑那州法律只要求該州的小學要隔離他們的白裔和非白裔學生，但沒有把同樣的限制延伸到州的高中體系。雖然如此，鳳凰城聯合高中學區因為第一次世界大戰後日益高漲的種族隔離聲音而決定開辦卡弗高中。
卡弗高中的歷史，可以追溯到於鳳凰城聯合高中開設的「有色人種學生部」(Department for Colored Students)。該部門於1918年開設。開初於鳳凰城聯合高中校園裡一間大樓後方的一間房子運作，並只有一名教師教導該部門的學生。
其後，聯合高中的非裔學生被搬到與聯合高中主校園相隔了一條灌溉明渠的兩家小屋子繼續上學。後來，非裔學生再次被搬到一間與聯合高中相隔幾條街的屋子，最後搬到位於格蘭特街的新校舍。
學校於1943年以著名非裔科學家喬治·華盛頓·卡弗命名。

### 關閉
卡弗高中於1954年關閉。在關閉前一年，一名馬里科帕縣高級法院法官裁定學校的種族隔離政策違反憲法，不能繼續。
時至今日，鳳凰城聯合高中學區的官方歷史對其的種族隔離歷史差不多隻字不提，只說卡弗高中是為學區日益增長的非裔學生人口而設，並隨著學區的種族融合而停辦。